# Mona Simpson (novel·lista)
Mona Simpson, nascuda Mona Jandali (Green Bay, Wisconsin, 14 de juny de 1957) és una novel·lista estatunidenca. Ha escrit sis novel·les. Va estudiar anglès a la Universitat de Califòrnia a Berkeley i Llengües i Literatura a la Universitat de Colúmbia. Va guanyar un premi Whiting per la seva primera novel·la, Anywhere but Here (1986). Va ser un èxit popular i més tard es va adaptar com a pel·lícula homònima i es va estrenar el 1999.
Va escriure una seqüela, The Lost Father (1992). El reconeixement de la crítica ha inclòs el premi Heartland de Chicago Tribune. També va ser preseleccionada per al premi PEN/Faulkner per la seva novel·la Off Keck Road (2000).
Simpson és la germana petita del difunt cofundador d'Apple Inc., Steve Jobs. Com que Steve va ser donat en adopció quan era un bebè pels seus pares (no casats en aquell moment), ella no el va conèixer fins a l'edat adulta. Els seus pares es van divorciar el 1962; i va prendre el nom del seu padrastre, George Simpson. Havia estat casada amb Richard Appel.